# Aversief
De aversief of evitatief is een naamval die voorkomt in sommige Australische talen. In het Nederlands wordt dit over het algemeen vertaald met "vermijdend" of "vrezend". 

## Gebruik
In het Walmajarri wordt de zin "De kinderen renden vanwege de stofstorm de grot in" als volgt vertaald: 
| Yapa-warnti        | pa-lu          | tjurtu-karrarla | laparnkanja | natji-karti.  |
| kind-absolutief.PL | indicatief-zij | stof-AVERSIVE   | renden weg  | grot-allatief |
|                    |                |                 |             |               |

Het achtervoegsel -karrarla geeft aan dat de handeling werd verricht om de stofstorm (tjurtu-) te vermijden.
De aversief wordt daarnaast gebruikt om het lijdend voorwerp van een werkwoord dat "vrezen" betekent te markeren. Het volgende voorbeeld is uit het Djabugay:
| Djama-lan                  | ŋawu | yarrnga-nj.             |
| slang-AVERSIVE             | Ik   | bang zijn-verleden tijd |
| Ik was bang voor de slang. |      |                         |

De aversief wordt daarnaast gebruikt voor gesubstantiveerde werkwoorden die datgene aanduiden wat vermeden moet worden. Deze constructie kan meestal worden vertaald als: "om/teneinde...te vermijden".

## Talen
Maar weinig talen onderscheiden de aversief als aparte naamval. Dit zijn: 
- Arrernte
- Djabugay
- Gumbaynggir
- Marri Ngarr
- Marrithiyel
- Walmajarri
- Warlmanpa
- Warlpiri
- Warumungu
- de Western Desert Language
- Yidinj